# 1898 en photographie
| Années de la photographie : 1895 - 1896 - 1897 - 1898 - 1899 - 1900 - 1901    |
| Décennies de la photographie : 1860 - 1870 - 1880 - 1890 - 1900 - 1910 - 1920 |

Cet article présente les faits marquants de l'année 1898 en photographie.

## Événements

Eduard Spelterini, vue prise en ballon de la mer de Glace et du Montenvers, publiée dans L'Illustration le 4 septembre 1909.

- L'aéronaute et photographe suisse Eduard Spelterini est le premier à survoler les Alpes à bord de son ballon et à en effectuer de nombreux clichés, conservés au cabinet des estampes de la bibliothèque nationale suisse[1].

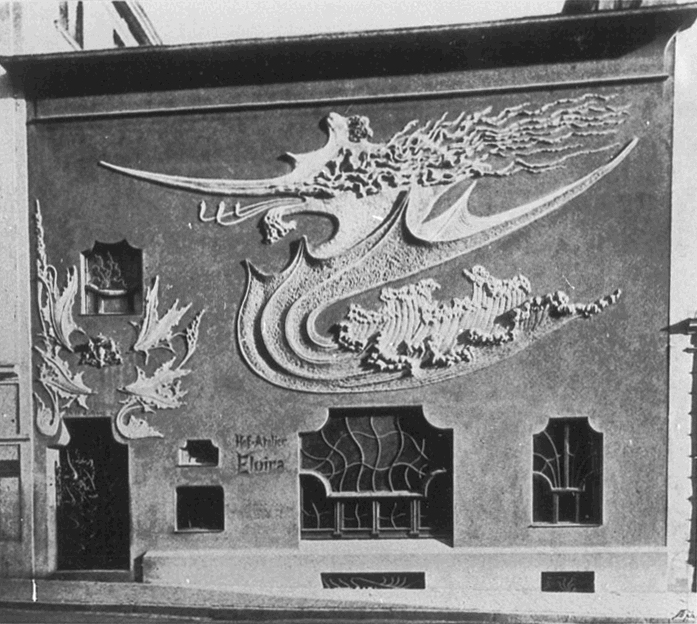
Façade de l'Atelier Elvira à Munich. Photographie publiée dans la revue Die Kunst, 1900, vol. 2, p. 298.

- L'architecte et designer August Endell construit à Munich l'Atelier Elvira pour le studio photographique créé en 1887 par Anita Augspurg et Sophia Goudstikker. Œuvre majeure pour l'Art nouveau, la façade est ornée d'un immense relief sculpté interprété comme celui d'un dragon.
- Le photographe français Robert Demachy et le photographe américain Alfred Stieglitz entament une correspondance suivie, qui durera jusqu'en 1912 ; Stieglitz publie une photographie de Demachy dans le no 3 de janvier de sa revue Camera Notes[2].
- janvier : la revue française Mercure de France publie l'article d'André Ibels « Enquête sur le roman illustré par la photographie »[3],[4]

parmi les écrivains interrogés, Rachilde répond : « Mon avis est qu'il ne faut jamais, jamais illustrer une œuvre d'art littéraire. Quant à la photographie, elle est, pour la réalisation de la Beauté, ce qu'une bicyclette peut être devant un cheval arabe » et Stéphane Mallarmé : « Je suis pour – aucune illustration, tout ce qu’évoque un livre devant se passer dans l’esprit du lecteur ; mais, si vous employez la photographie, que n’allez-vous droit au cinématographe, dont le déroulement remplacera, images et texte, maint volume, avantageusement ».
- avril : création par le journaliste français Pierre Lafitte du magazine sportif La Vie au grand air, illustré par des reproductions de photographies de sportifs en action[7].

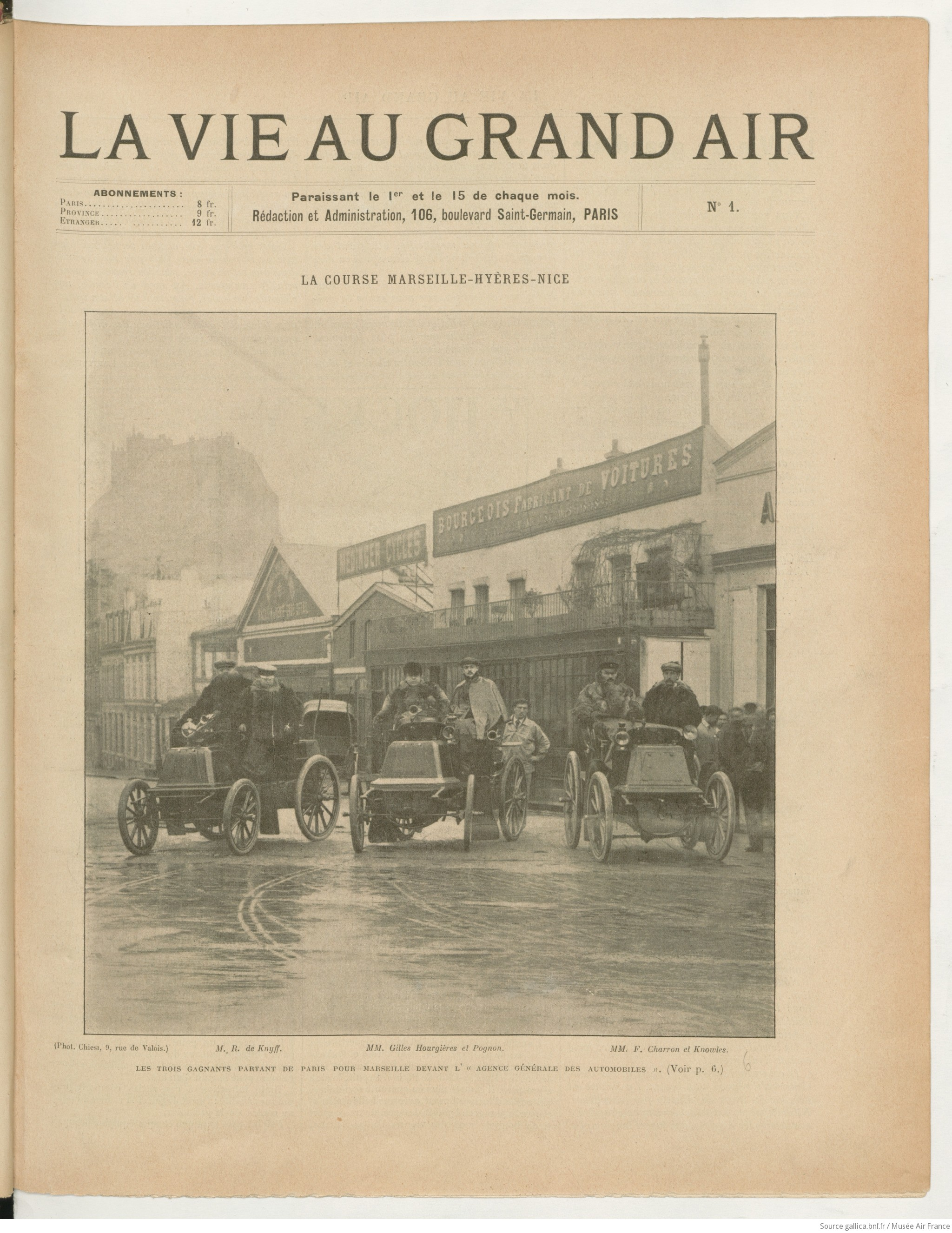
Couverture du premier numéro du magazine La Vie au grand air, 1er avril 1898.

- Rodolphe Archibald Reiss, qui étudie à Lausanne où il est membre de la société d'étudiants Stella Valdensis, y lance, avec Isaac Rouge, le Journal suisse des photographes.
- Les photographes français René Le Bègue et son neveu Paul Bergon achètent l'île d'Herblay sur la Seine et l'utilisent comme studio photographique en plein air[8].
- Sylvestre Pascal fait fabriquer par la maison Japy de Beaucourt un appareil photographique motorisé avec un moteur à ressort se chargeant d'avancer le film et d'armer l'obturateur, qui ne parviendra pas à s'imposer face à la concurrence des box Kodak.
- Afin de préparer l'Exposition universelle de 1900 à Paris, le Ministère de l'Instruction publique demande à de nombreuses écoles de prendre des clichés afin d'en organiser l'exposition ; ces photographies ne sont pas proposées à l'achat par les élèves[9].

## Photographies notables

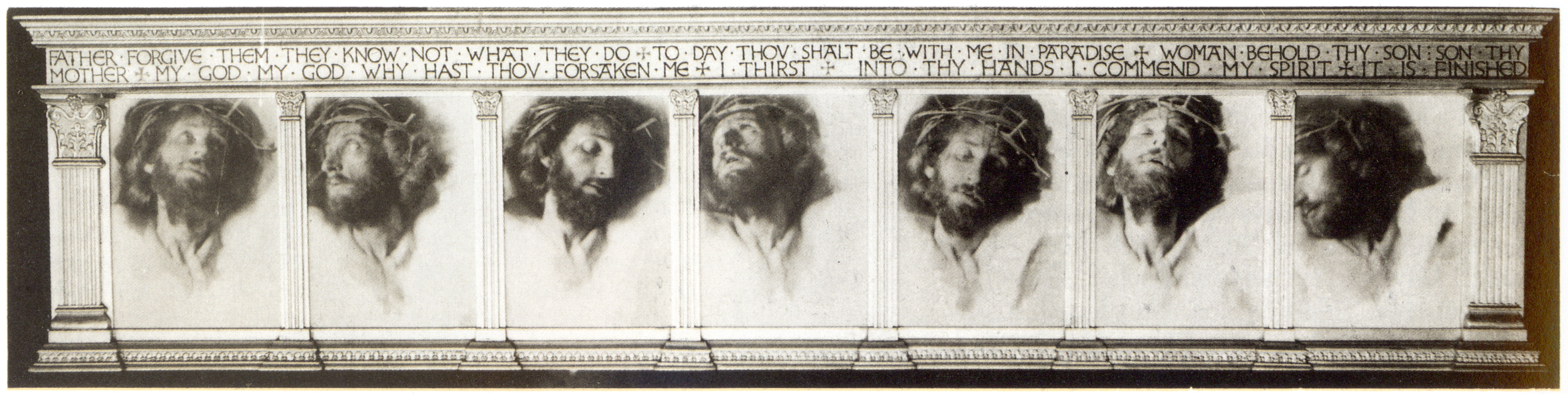
Fred Holland Day, The Last Seven Words of Christ.

- Fred Holland Day réalise plus de 250 négatifs représentant des scènes marquantes de la vie de Jésus, dont The Seven Words ou The Last Seven Words of Christ, suite d'autoportraits photographiques[10],[11].

- Khartoum 1898 : album de 233 photographies gélatino-argentiques prises en 1898 à la fin de la guerre des mahdistes, ou guerre du Soudan, lors de la reprise de contrôle par l'armée anglo-éthiopienne commandée par Horatio Herbert Kitchener et de la bataille d'Omdurman ; les photographies sont attribuées à Francis Gregson, correspondant de la St James's Gazette (en)[12].

## Études, essais, articles
- (en) Edward Emerson Barnard, « The Development of Photography in Astronomy », Science, vol. 8, no 194,‎ 16 septembre 1898, p. 341-353 (lire en ligne).

## Expositions
- 5e Exposition d’art photographique du Photo-club de Paris.

## Prix et récompenses
- Médaille du progrès de la Royal Photographic Society : le chimiste Ferdinand Hurter et l'ingénieur Vero Charles Driffield (en) pour leurs recherches sur la photographie qui ouvrent la voie à la sensitométrie.

## Naissances

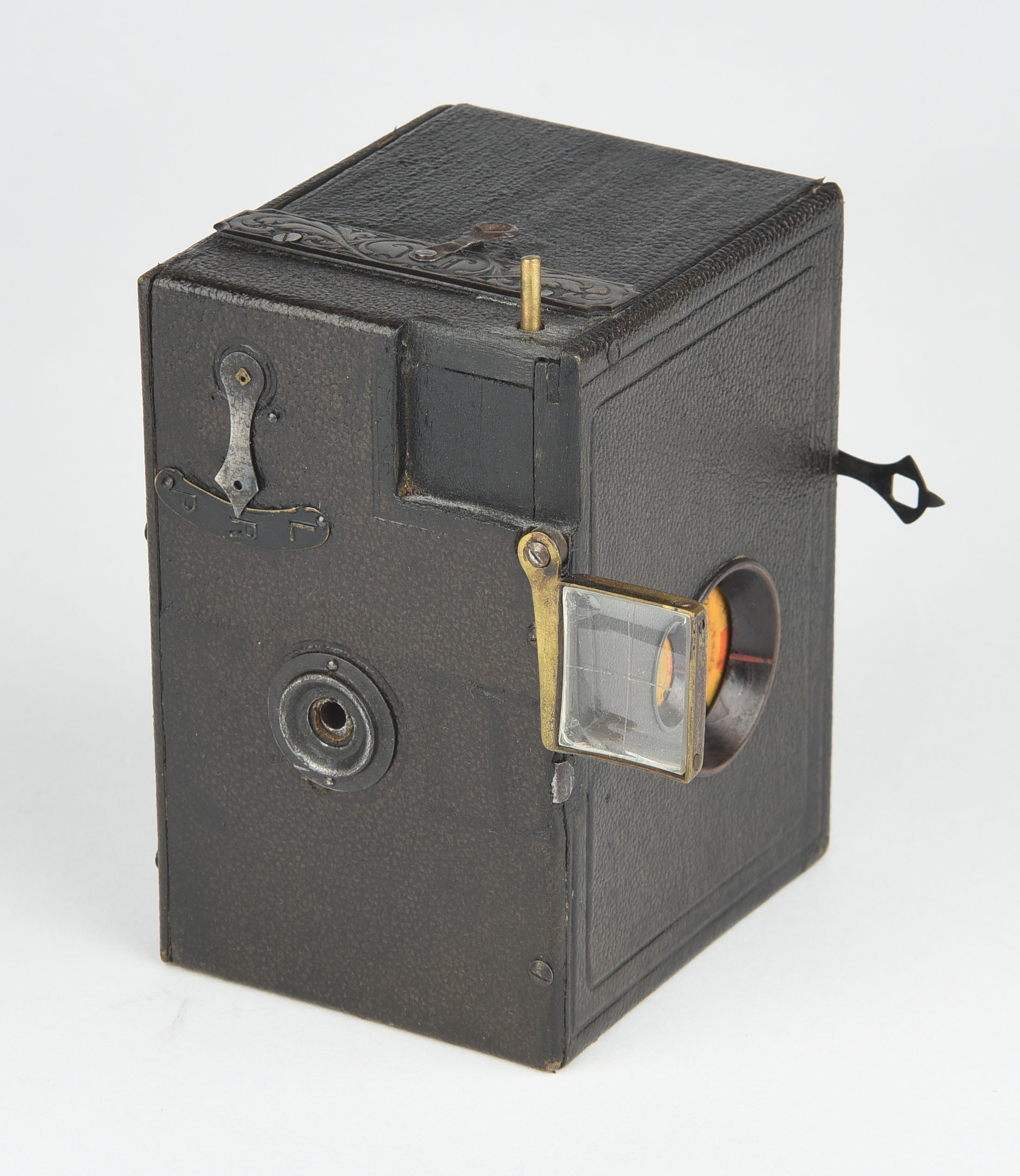
Appareil photographique Japy Le Pascal.

- 26 janvier : Willy Kessels, photographe belge, mort le 10 février 1974.
- 20 février : Semion Kirlian, inventeur russe qui met au point en 1939 avec sa femme Valentina le procédé dit photographie Kirlian, mort le 4 avril 1978.
- 8 mars : Aenne Biermann, photographe allemande, membre du mouvement artistique Nouvelle objectivité, morte le 14 janvier 1933.
- 11 avril : Jules Dortes, photographe français, mort le 30 septembre 1959.
- 29 avril : Iwao Yamawaki, photographe japonais, mort le 8 mars 1987.
- 1er mai : Alexey Brodovitch,  photographe et enseignant russo-américain, directeur artistique du magazine Harper's Bazaar, mort le 15 avril 1971.
- 17 juillet : Berenice Abbott, photographe américaine, morte le 9 décembre 1991.
- 8 août : Georges Sirot, collectionneur français de photographie, mort le 14 septembre 1977.
- 11 août : Jalón Ángel, photographe espagnol, mort le 6 décembre 1976.
- 9 septembre: Arkadi Chaïkhet, photographe et photojournaliste russe, mort le 18 novembre 1959.
- 12 septembre : Ben Shahn, peintre et  photographe russe naturalisé américain, mort le 14 mars 1969.
- 19 octobre : Mieczysław Szczuka, graphiste et photographe polonais, auteur de photomontages, mort le 13 août 1927.
- 1er décembre : Heinz Hajek-Halke, photographe allemand, mort le 11 mai 1983.
- 6 décembre : Alfred Eisenstaedt, photographe et photojournaliste américain d'origine allemande, mort le 23 août 1995.
- Date précise inconnue : 
  - Mitsutarō Fuku, photographe japonais, mort en 1965.
  - Boris Koudoïarov, photographe et photojournaliste russe, mort en 1973.
  - Voúla Papaïoánnou, photographe grecque, morte en 1990.

## Décès

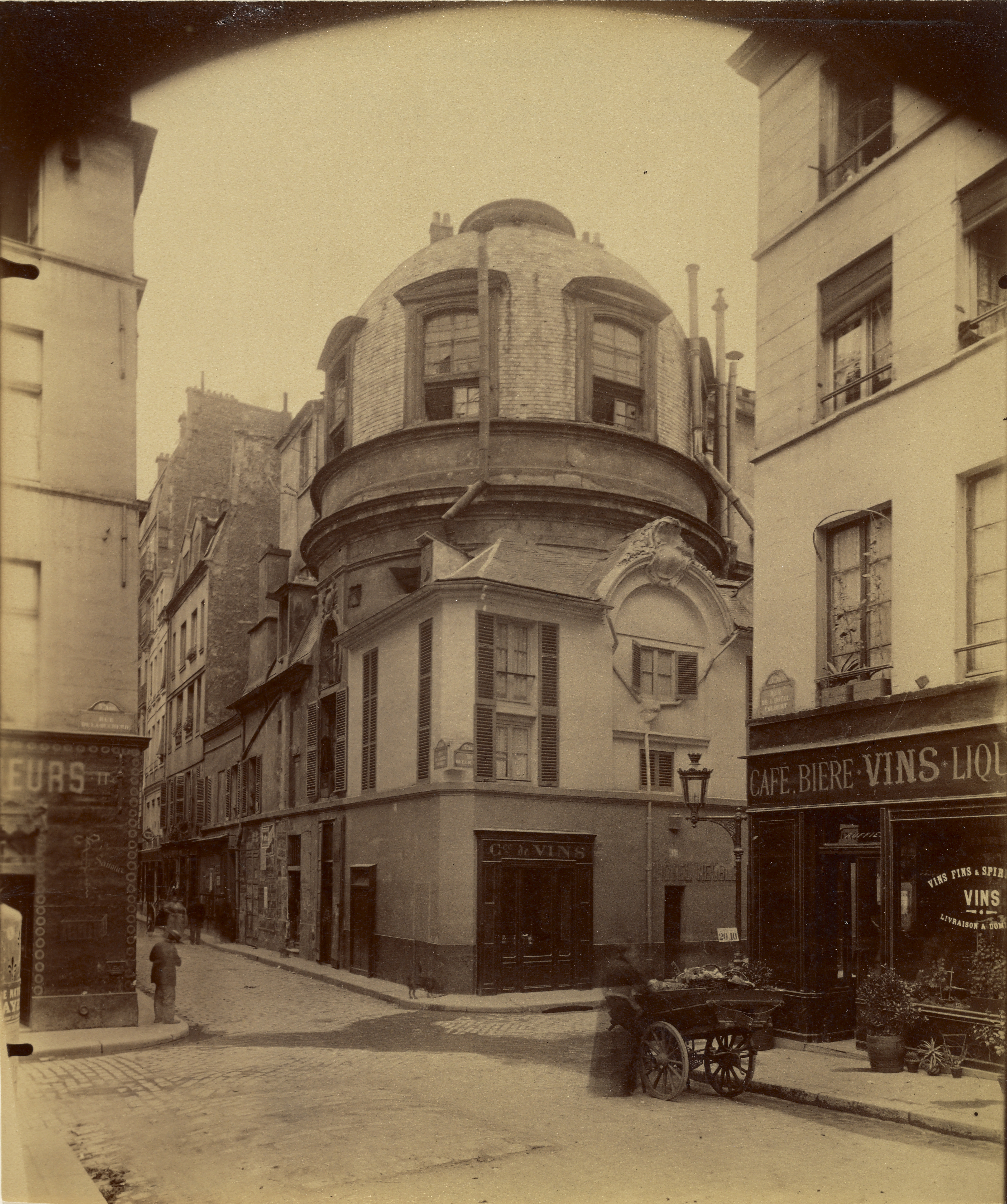
Eugène Atget, La vieille école de médecine, rue de la Bûcherie à Paris, en 1898. Tirage argentique à l'albumine.

- 14 janvier : Lewis Carroll, écrivain et photographe amateur britannique, né le 27 janvier 1832.
- 7 février : Adolfo Farsari, photographe italien, actif au Japon, né le 11 février 1841.
- 25 février : Francis Frith, photographe britannique, né le 7 octobre 1822.
- 12 mars : Ferdinand Hurter, industriel chimiste suisse installé en Angleterre, qui met au point avec Vero Charles Driffield (en) la sensitométrie servant en photographie à réaliser des échantillons de pellicules de manière normalisée, né le 12 mars 1844.
- 16 mars : Joseph Villard, photographe et éditeur de cartes postales français, né le 8 juin 1838.
- 27 mars : Édouard Delessert, peintre, archéologue et photographe français, né le 15 décembre 1828.
- 13 avril : Paul Robert, photographe français, spécialisé dans la photographie des monuments historiques, né le 3 mai 1866.
- 11 mai : Alexandre Roinachvili, photographe géorgien, né en 1846.
- 30 mai : Heriberto Mariezcurrena, photographe espagnol, actif à Barcelone, né le 17 juin 1847.
- 27 mai : Thomas Child (en), photographe et ingénieur britannique, actif en Chine de 1870 à 1889, né en 1841.
- 10 juin : Sergey Lvovich Levitsky, photographe russe, né le 5 août 1819.
- 30 juin : Ernest Candèze, médecin, entomologiste et photographe amateur belge, né le 22 février 1827.
- 14 juillet : Armand Dandoy, peintre et photographe belge, né le 11 novembre 1834.
- 19 septembre : Albert Fernique, photographe britannique, né le 30 juin 1841.
- 7 décembre : Thomas Foster Chuck, photographe britannique, né le 19 septembre 1826.
- 17 décembre : Hermann Wilhelm Vogel, chimiste et photographe allemand, un des plus importants scientifiques du XIXe siècle dans le domaine de la photographie, né le 26 mars 1934.
- Date précise inconnue ou non renseignée :
  - Luigi Fiorillo, photographe italien, né en 1847.
  - Alexandre Roinachvili, photographe géorgien, né en 1846.

## Célébrations
Centenaire de naissance
- Marie-Caroline, duchesse de Berry
- Louis Alphonse de Brébisson
- Philippe-Fortuné Durand
- Gaspard-Pierre-Gustave Joly
- Jean-Baptiste Soleil
- William Valentine (en)